# Blankenfelde-Mahlow
Blankenfelde-Mahlow es un municipio situado en el distrito de Teltow-Fläming, en el estado federado de Brandeburgo (Alemania). Tiene una población estimada, a fines de noviembre de 2023, de 29 387 habitantes.
La localidad está ubicada en la zona de influencia del aeropuerto de Berlín-Brandeburgo.

## Demografía
- Tendencia poblacional desde 1875 (línea azul: población; línea punteada: comparación con tendencias poblacionales del estado de Brandenburg; fondo gris: tiempo de gobierno Nazi; fondo rojo: tiempo de Gobierno comunista)
- Proyecciones y desarrollo poblacional reciente (Desarrollo poblacional antes del censo del 2011 (línea azul); Desarrollo poblacional reciente de acuerdo al Censo en Alemania del 2011 (línea azul con bordes); Proyecciones oficiales para el período 2005-2030 (línea amarilla); para el período 2017-2030 (línea escarlata); para el período 2020-2030 (línea verde)